# Bogoljub
Za cerkveni časopis glej Bogoljub (časnik).
Bogoljub je moško osebno ime.

## Izvor imena
Ime Bogoljub je slovansko teoforično ime, zloženo iz besed bóg in ljub. Pomen imena je razviden iz knjižnih besed bogoljúb v pomenu »kdor ljubi boga«, bogoljúben »bogu vdan«. Po sestavi in pomenu ime Bogoljub ustreza grškemu imenu Teofil (slovensko ime Teodor) in latinskemu imenu Amadeus (slov. Amadej).

## Različice imena
- moške različice imena: Bogo, Ljuban, Ljubo in še različice navedene pri imenih Bogdan ter Bogomil
- ženska različica imena: Bogoljuba

## Pogostost imena
Po podatkih Statističnega urada Republike Slovenije je bilo na dan 31. decembra 2007 v Sloveniji število moških oseb z imenom Bogoljub: 98.

## Osebni praznik
Bogoljub je v koledarju uvrščen k imenoma Amadej, ki goduje 30. marca (Amadej, Savojski knez, † 30. mar. 1472) in Teofil (Teodor), ki goduje 19. septembra in 9. novembra).